# بيتر زلينكا
بيتر زلينكا (بالتشيكية: Petr Zelenka)‏ (و. 1967  م) هو مخرج أفلام، وكاتب، وكاتب مسرحي، وكاتب سيناريو تشيكي، ولد في براغ.

## التعليم
تعلم في أكاديمية الفنون التمثيلية.

## وصلات خارجية
- بيتر زلينكا على موقع IMDb (الإنجليزية)
- بيتر زلينكا على موقع ألو سيني (الفرنسية)
- بيتر زلينكا على موقع أول موفي (الإنجليزية)
- بيتر زلينكا على موقع ديسكوغز (الإنجليزية)
- بيتر زلينكا على موقع قاعدة بيانات الفيلم (الإنجليزية)
- بيتر زلينكا على موقع كينوبويسك (الروسية)